# Nógrádszakál
Nógrádszakál é um município da Hungria, situado no condado de Nógrád. Tem 18,72 km² de área e sua população em 2015 foi estimada em 636 habitantes.